# Pawłów Trzebnicki (przystanek kolejowy)
Pawłów Trzebnicki – dawny wąskotorowy przystanek osobowy na granicy miejscowości Pawłów Trzebnicki i Marcinowie, w powiecie trzebnickim, w województwie dolnośląskim, w Polsce. Został otwarty w 1898, a zamknięty w 1991 roku.